# Mario Bergamaschi
Mario Bergamaschi (Crema, 1929. január 7. – Crema, 2020. január 18.) válogatott olasz labdarúgó, fedezet.

## Pályafutása
1947 és 1950 között az AC Crema, 1950 és 1953 között a Como, 1953 és 1958 között az AC Milan, 1958 és 1964 között a Sampdoria labdarúgója volt. A Milannal két bajnoki címet szerzett.
1954 és 1958 között öt alkalommal szerepelt az olasz válogatottban.

## Sikerei, díjai
AC Milan
- Olasz bajnokság (Serie A)
  - bajnok (2): 1954–55, 1956–57
- Bajnokcsapatok Európa-kupája
  - döntős: 1957–58